# Thuins

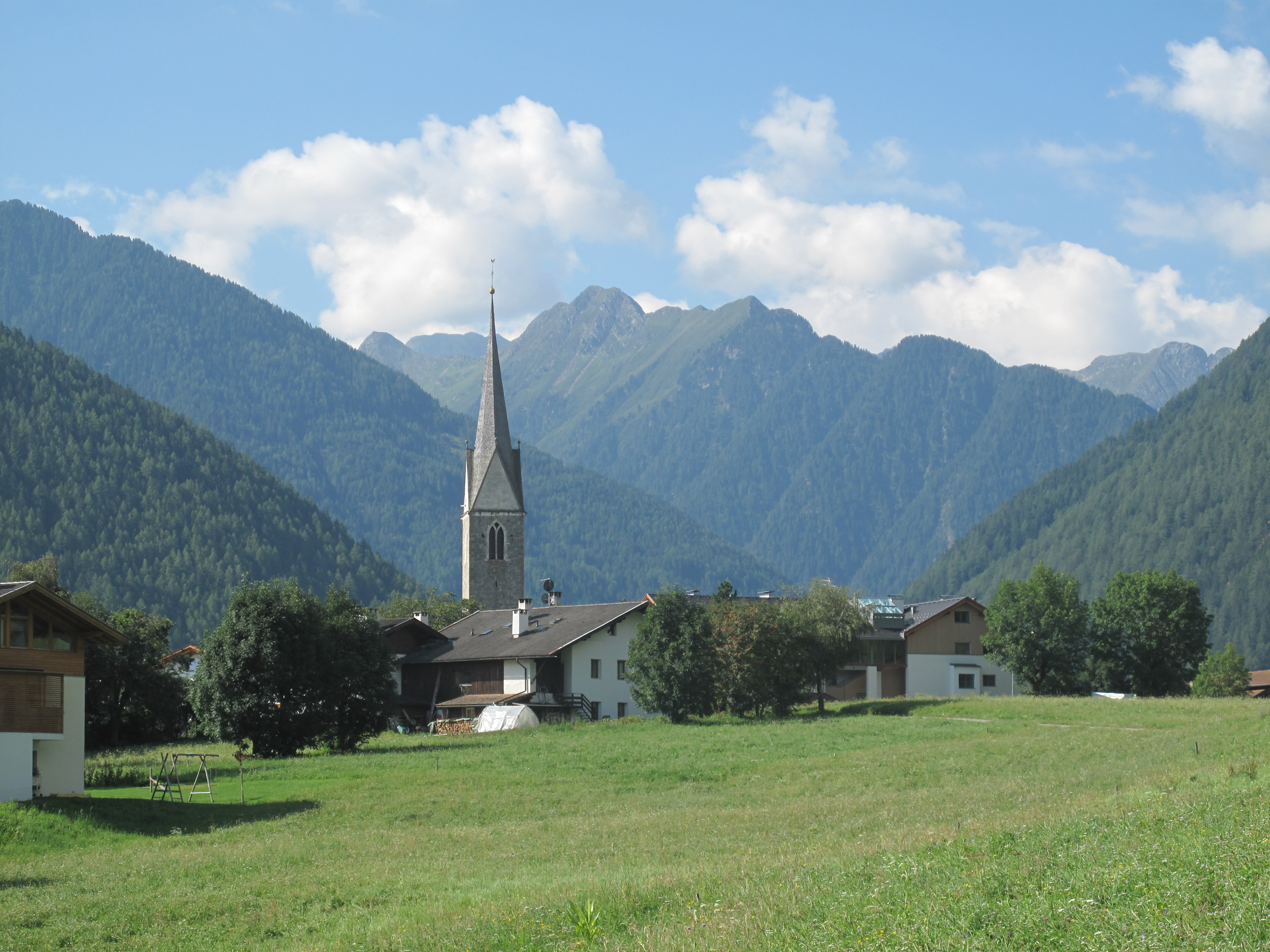
Ansicht des Dorfs

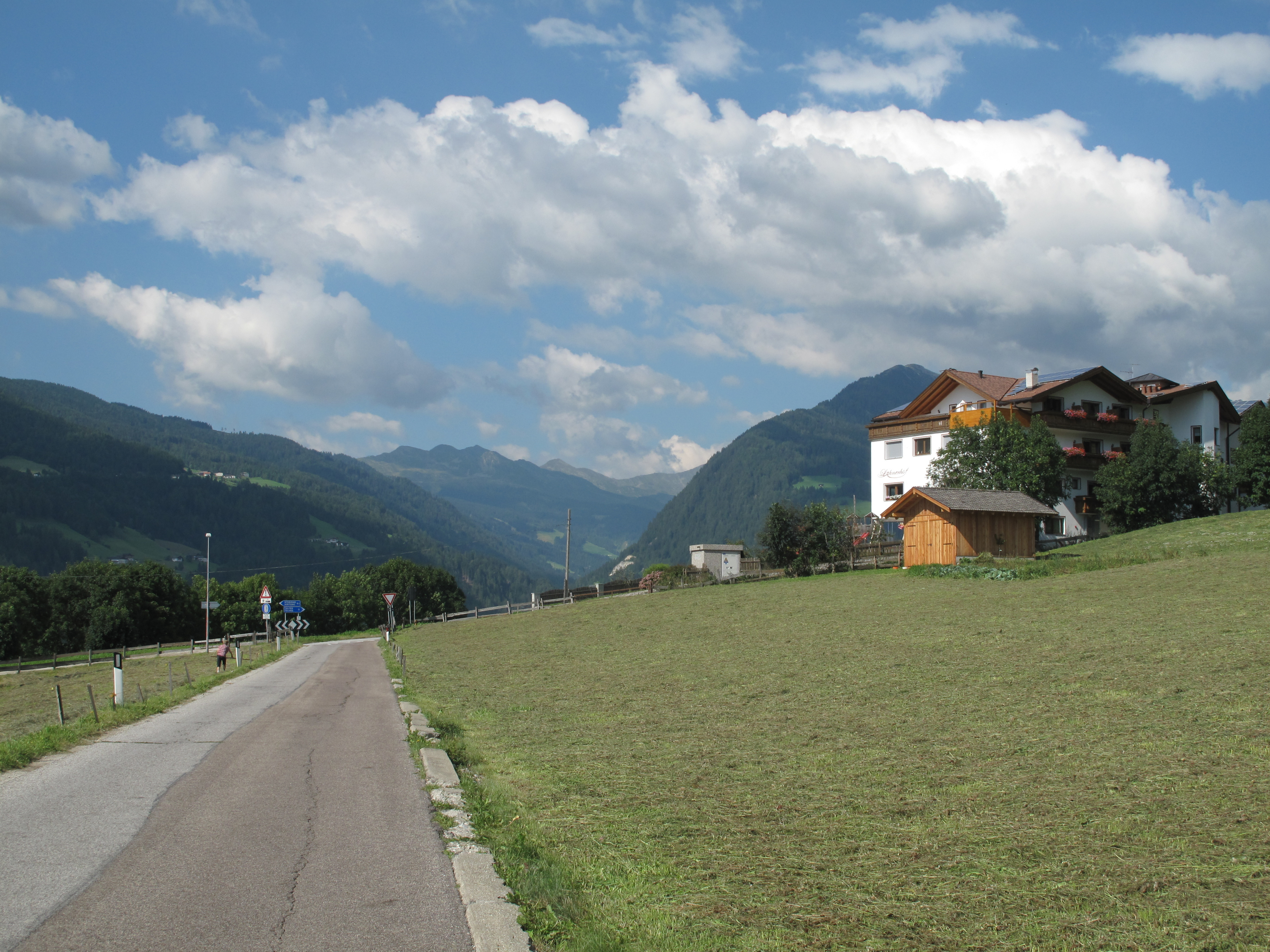
Panorama zwischen Thuins und Obertelfes

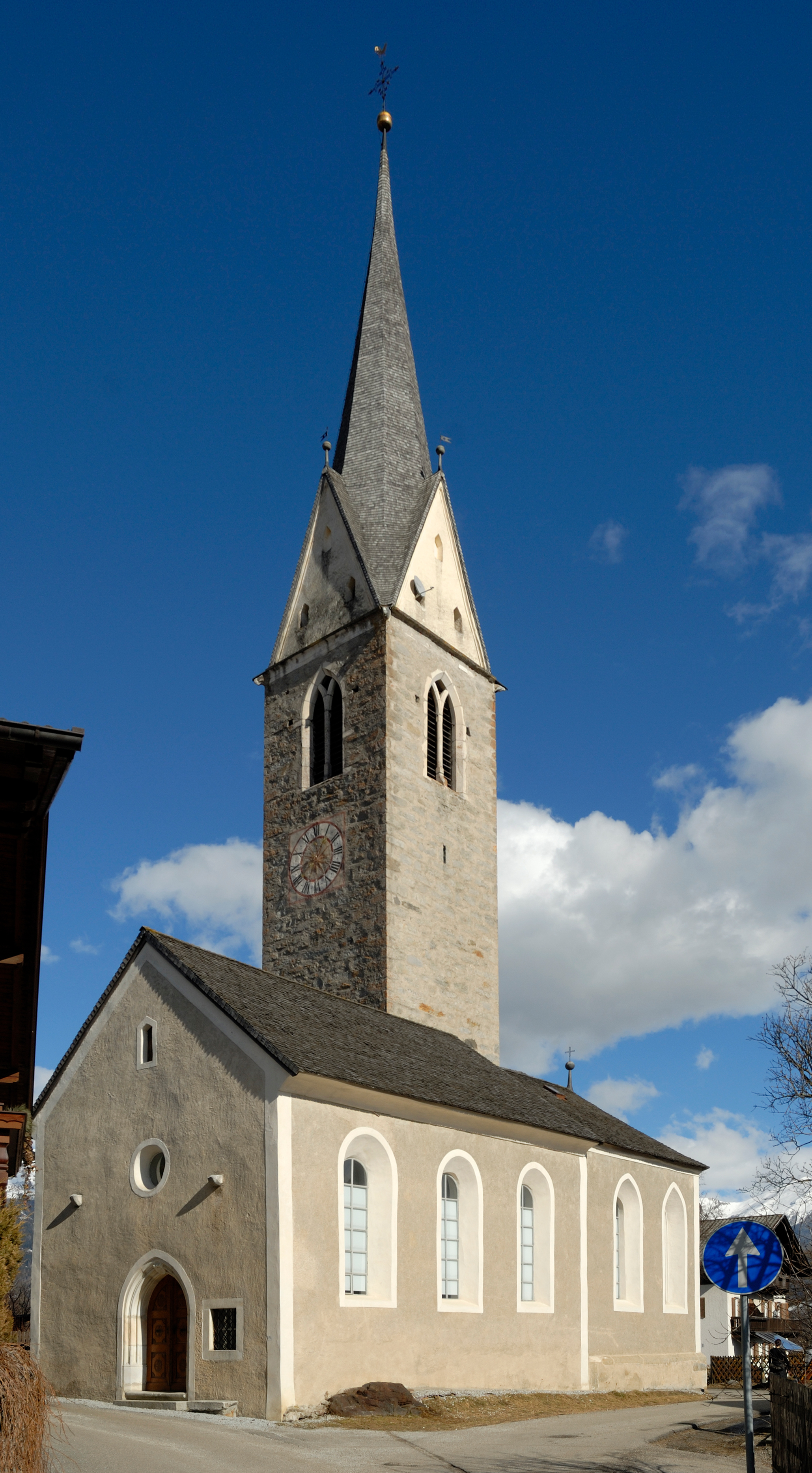
St.-Jakobs-Kirche

Thuins (italienisch Tunes) ist eine Fraktion der Stadtgemeinde Sterzing im Südtiroler Wipptal (Italien). Thuins hat rund 240 Einwohner.

## Geschichte
Das Gebiet von Thuins war sicher schon in der Römerzeit besiedelt. Darauf weisen archäologische Funde und Flurnamen hin. Es wird vermutet, dass hier einige Anlagen der ehemaligen Römerstation Vipitenum lagen. Besonders in der Vill (1240 Ville, zu lat. villae‚ Villa rustica) zwischen dem Dorfkern und Sterzing lassen sich antike Siedlungsaktivitäten feststellen. Beim Zollwirtshaus (Löwengrube) am Eisack sind Gräberfelder gefunden worden, die in die vorrömische Zeit zurückreichen dürften.
Die Siedlung ist erstmals in den Freisinger Traditionen von 827 als Teines schriftlich genannt. Im Tiroler landesfürstlichen Urbar Graf Meinhards II. von Tirol-Görz aus dem Jahr 1288 ist sie als Tiuns verschriftlicht. Der Name ist vermutlich vorrömisch. Über Herkunft und Bedeutung lassen sich nur Mutmaßungen anstellen. Einzelne Höfe waren in Mittelalter und Früher Neuzeit im Besitz von Kloster Benediktbeuern und Kloster Tegernsee.
Bis 1931 war Thuins eine eigenständige Gemeinde, ehe es von der faschistischen Administration nach Sterzing eingemeindet wurde.

## Lage
Der Ort befindet sich auf 1066 m s.l.m. auf einer Anhöhe westlich des Sterzinger Stadtzentrums. Dort nimmt der Ort eine dem Rosskopf vorgelagerte Hangverebnung am Übergang vom Ridnauntal ins Wipptal ein. 
Im Landschaftsplan der Gemeinde Sterzing heißt es, dass „die freien Landwirtschaftsflächen rund um Thuins […] für das Landschaftsbild sehr wichtig [sind] und […] vor größeren Eingriffen bewahrt werden“ sollten. Zudem seien die „Wiesenflächen zwischen Autobahn und Thuins, sowie die einmalige Heckenlandschaft südlich und westlich dieser Ortschaft […] als Bannzone vorgesehen. Auch die Wiesenhänge oberhalb Thuins verdienen als besonders schutzwürdige Landschaft unter Schutz gestellt zu werden.“

## Sehenswertes
- Sehenswert ist in Thuins besonders die St.-Jakobs-Kirche. Der spätgotische Bau mit einem Spitzturm stammt von 1511 und wurde im 17. Jahrhundert umgebaut und anstatt ursprünglich dem Hl. Laurentius nun dem  Apostel Jakobus der Ältere geweiht. Im Kirchenschiff und Chor befinden sich Spitzbogen- und Rundbogenfenster. Die Kirche steht seit 1986 unter Denkmalschutz.[4]
- Neben der Kirche zählen noch die Kapelle und die Bauernhäuser Gassebner, Löweneck, Saxer und Seebner zu den Baudenkmälern in Thuins.